# Христо Конкилев
Христо Колчев Конкилев е български индустриалец и политик.
Христо Конкилев е роден през 1848 г. в Габрово. Представител на чехларския еснаф и епитроп на училището. Участник в Габровския революционен комитет, един от седемте подчетници на Цанко Дюстабанов, а по-късно и опълченец. Занимава се с чехларство и гайтанджийство, един от основателите на габровската индустрия.
През 1884, 1894 – 1896 и 1902 – 1905 е кмет на Габрово.
Народен представител в Четвърто и Девето обикновено народно събрание и Третото велико народно събрание.
Дядо на видния български географ Гунчо Гунчев (1904 – 1940).
Почива на 23 ноември 1912 г. в Габрово.